# Borut Pahor

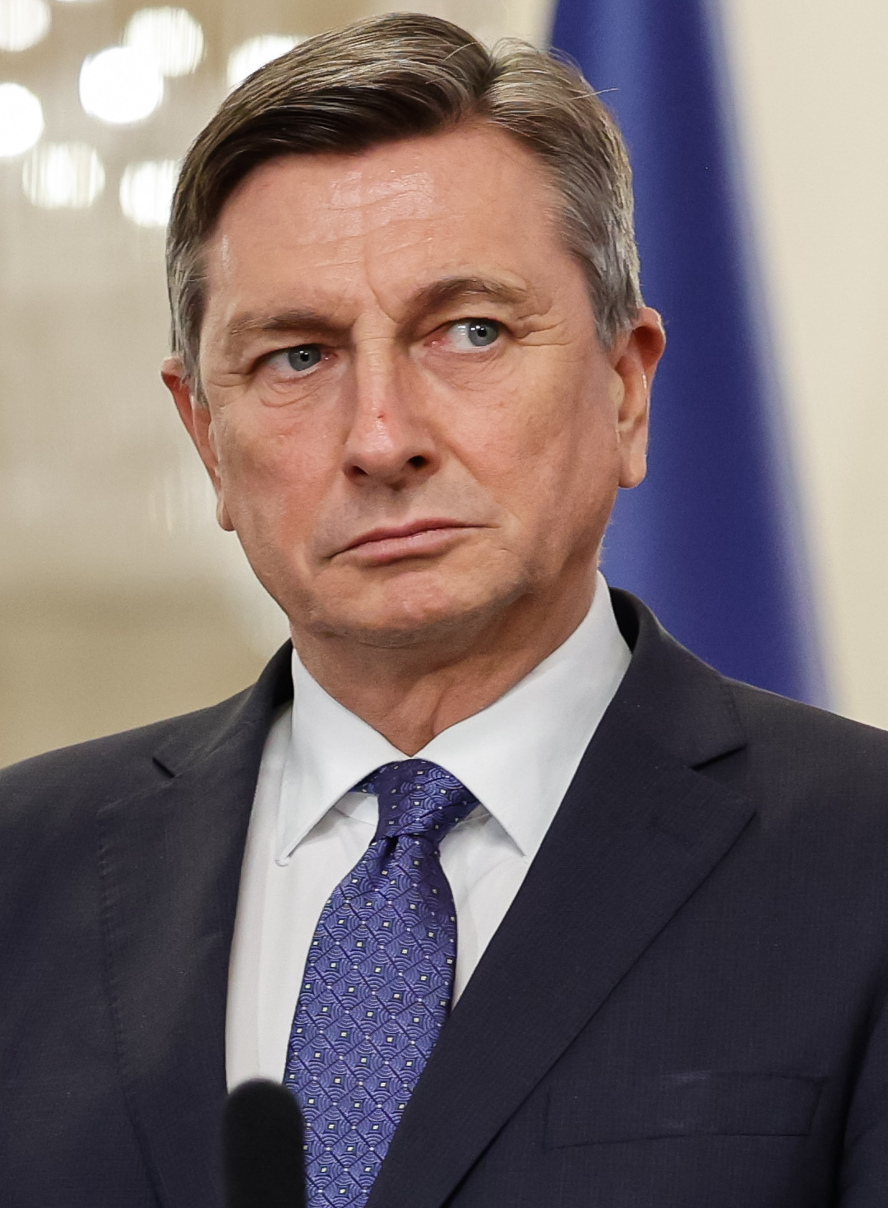
Borut Pahor (2022)

Borut Pahor (* 2. November 1963 in Postojna, Jugoslawien) ist ein slowenischer Politiker (Socialni demokrati), der von 2012 bis 2022  slowenischer Staatspräsident war. Zuvor bekleidete er von 2008 bis 2012 das Amt des Ministerpräsidenten.

## Leben
1987 machte Pahor sein Diplom in Politikwissenschaft mit dem Schwerpunkt Internationale Beziehungen. Von 1990 bis 1992 war er Mitglied der Parlamentarischen Versammlung der Republik Slowenien, ab 1992 Mitglied der Staatsversammlung, von 2000 bis 2004 deren Präsident. Im selben Jahr wurde er als Kandidat der Socialni demokrati in das Europäische Parlament gewählt, er gehörte der Fraktion der Sozialdemokratischen Partei Europas an.
Ab 1997 war er Vorsitzender der politischen Partei Vereinigte Liste der Sozialdemokraten (slowenisch Združena lista socialnih demokratov oder ZLSD) in Slowenien, 2005 wurde er Vorsitzender der aus der ZLSD hervorgegangenen Partei Socialni demokrati (SD).
Am 21. September 2008 gewann seine Partei mit ihm als Spitzenkandidat die Parlamentswahl in Slowenien. Er wurde von der Nationalversammlung am 7. November 2008 zum Ministerpräsidenten gewählt. Sein Mandat im Europaparlament legte er zum 14. Oktober 2008 nieder; als Nachrücker zog Aurelio Juri ein.
Fast auf den Tag genau drei Jahre nach den Wahlen, am 20. September 2011, sprach die Staatsversammlung, die erste Kammer des slowenischen Parlaments, der Regierung und dem Ministerpräsidenten Pahor das Misstrauen aus. Der Abstimmung vorausgegangen waren mehrere Rücktritte von Kabinettsmitgliedern. Für Empörung hatte vor allem eine Korruptionsaffäre um die frühere Innenministerin Katarina Kresal gesorgt. Laut einer Umfrage der Tageszeitung Dnevnik waren zuletzt 84 Prozent der Bevölkerung mit der Arbeit der Regierung unzufrieden.
Da die Staatsversammlung keinen Nachfolger für Pahor gewählt hatte, wurden vorgezogene Parlamentswahlen für den 4. Dezember 2011 ausgerufen. Pahors SD verlor bei den Wahlen fast zwei Drittel ihrer Parlamentssitze und wurde nur noch drittstärkste Kraft im neuen Parlament. Am 28. Januar 2012 wurde Janez Janša als neuer slowenischer Ministerpräsident vereidigt.
Am 2. Dezember 2012 setzte sich Pahor im zweiten Wahlgang der Präsidentschaftswahl in Slowenien mit 67,4 Prozent der Stimmen gegen den Amtsinhaber Danilo Türk durch. Die Amtseinführung Pahors erfolgte am 23. Dezember 2012. Am 23. Dezember 2017 wurde Pahor im Amt bestätigt. Am 22. Dezember 2022 wurde er in diesem Amt von Nataša Pirc Musar abgelöst; eine zweite Wiederwahl war gemäß der slowenischen Verfassung nicht möglich.

## Tätigkeiten als Mitglied des Europäischen Parlaments
Als Mitglied des Europäischen Parlaments (MdEP) war Pahor stellvertretender Vorsitzender der Delegation im Gemischten Parlamentarischen Ausschuss EU-Kroatien und Mitglied im Haushaltskontrollausschuss, im Ausschuss für konstitutionelle Fragen. Stellvertretendes Mitglied war er im Ausschuss für auswärtige Angelegenheiten und im Nichtständigen Ausschuss zur behaupteten Nutzung europäischer Staaten durch die CIA für die Beförderung und das rechtswidrige Festhalten von Gefangenen.

## Ehrungen
Borut Pahor erhielt zahlreiche Ehrungen, darunter:
- ukrainischer Orden der Freiheit[6]
- Orden des Weißen Löwen[7]